# Herdediktning

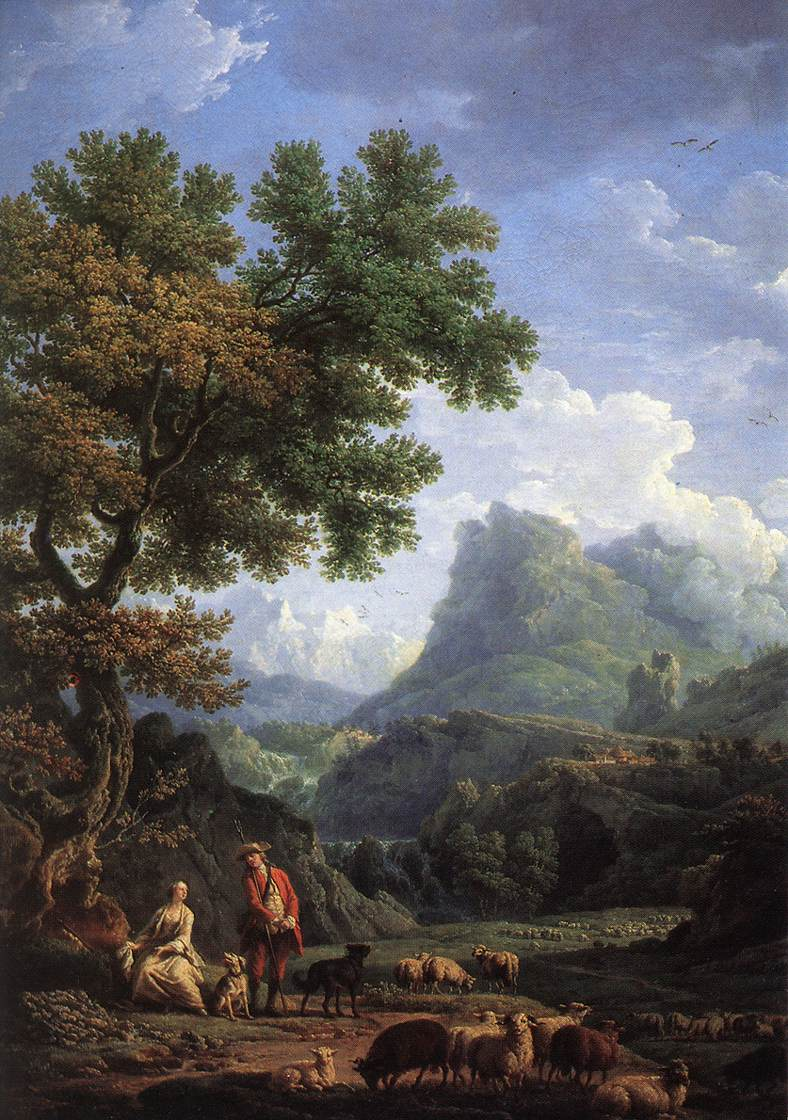
Herdar i alperna målade av Joseph Vernet.

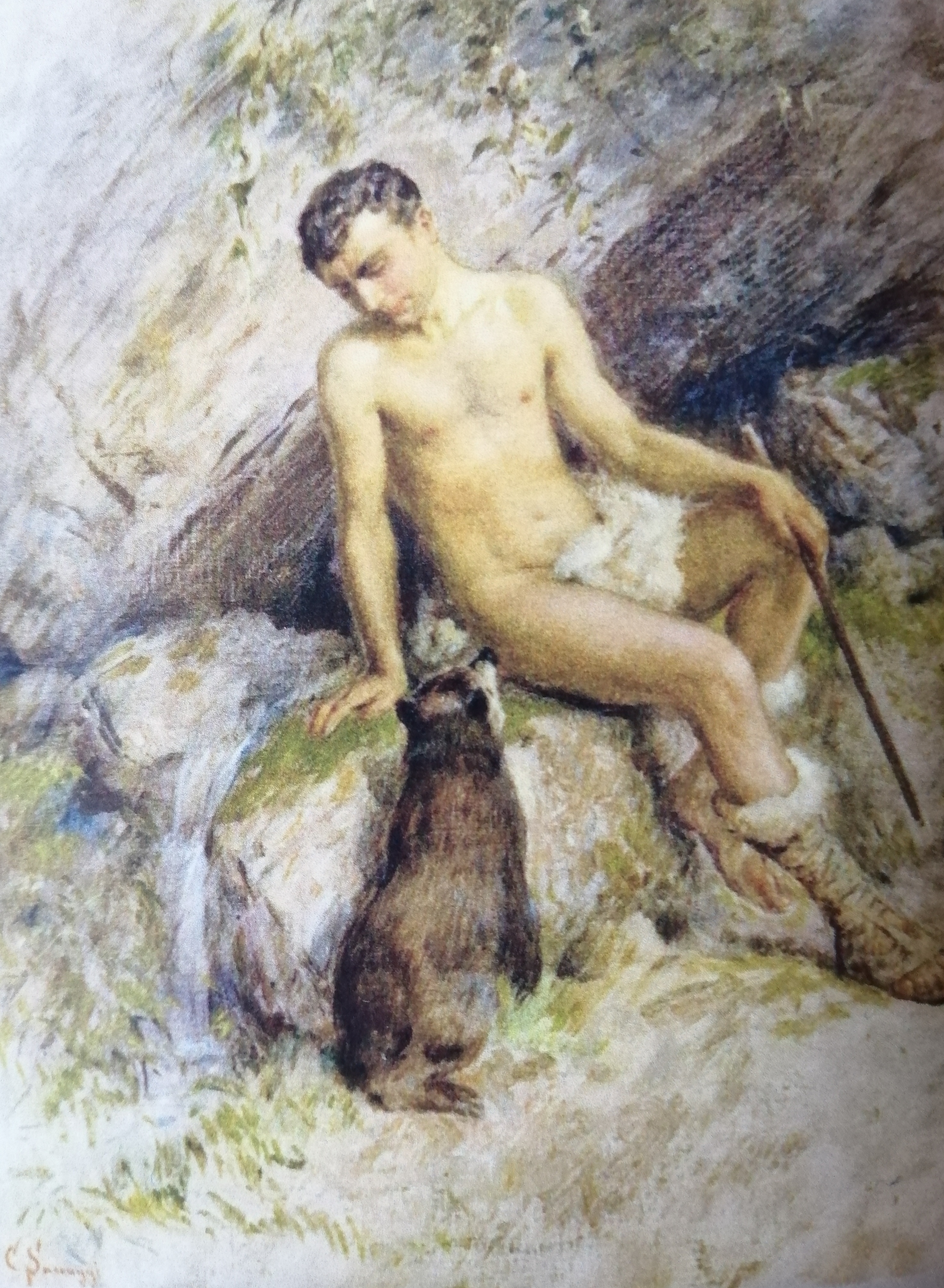
Arkadisk herde målad av Cesare Saccaggi.

Herdediktning (även bukolisk eller pastoral diktning) är en litterär genre av lyrik eller epik, vars innehåll handlar om herdar och herdinnor och andra enkla människor på landsbygden, och deras kärleksbestyr. I antikens Grekland, där stilåtskillnadsideal var centrala, och där blott komedin i vanliga fall tilläts skildra vanliga människor, utgjorde herdediktningen en viktig kontrast, eftersom det här var möjligt att skildra människor utanför de mest ädla miljöer, något som annars inte var möjligt.
Herdediktningen var betydelsefull för utvecklingen av kärleksromanen. Ofta anförs Arkadien som plats för diktningen, med anspelning på Et in Arcadia ego. Musikaliskt motsvaras genren av pastoraler (Pastoralsviten).

## Historik
Herdediktningen skapades av Theokritos (200-talet f Kr). Den romerske författaren Vergilius skrev också han herdedikter, Bucolica, men dessa är förstås lyrik. Under renässansen och barocken skrevs längre, berättande herdestycken, kallade herderomaner, vilka räknas till epiken. 1453 utgavs Jacopo Sannazaros herderoman Arcadia, som blev stilbildande för kommande epoker. 1624 utkom den första herderomanen, L'Astrée av Honoré d'Urfé, som kom att bli efterbildad. Klassicismen tog avstånd från genren, men sedan dess har det skrivits verk som imiterat herdediktningen.

## Exempel
Berömda herdedikter har skrivits av Philip Sidney, Christopher Marlowe, Alexander Barclay, Edmund Spenser, Garcilaso de la Vega, Szymon Szymonowic, och Pierre de Ronsard. Den första originalromanen på svenska, Urban Hjärnes Stratonice (1666-68), är en herderoman. Genren var mycket populär fram till och med preciositeten.
Rousseau anammade den bukoliska stilarten, liksom Lenngren och Bellman.